# 솔로베츠키 제도

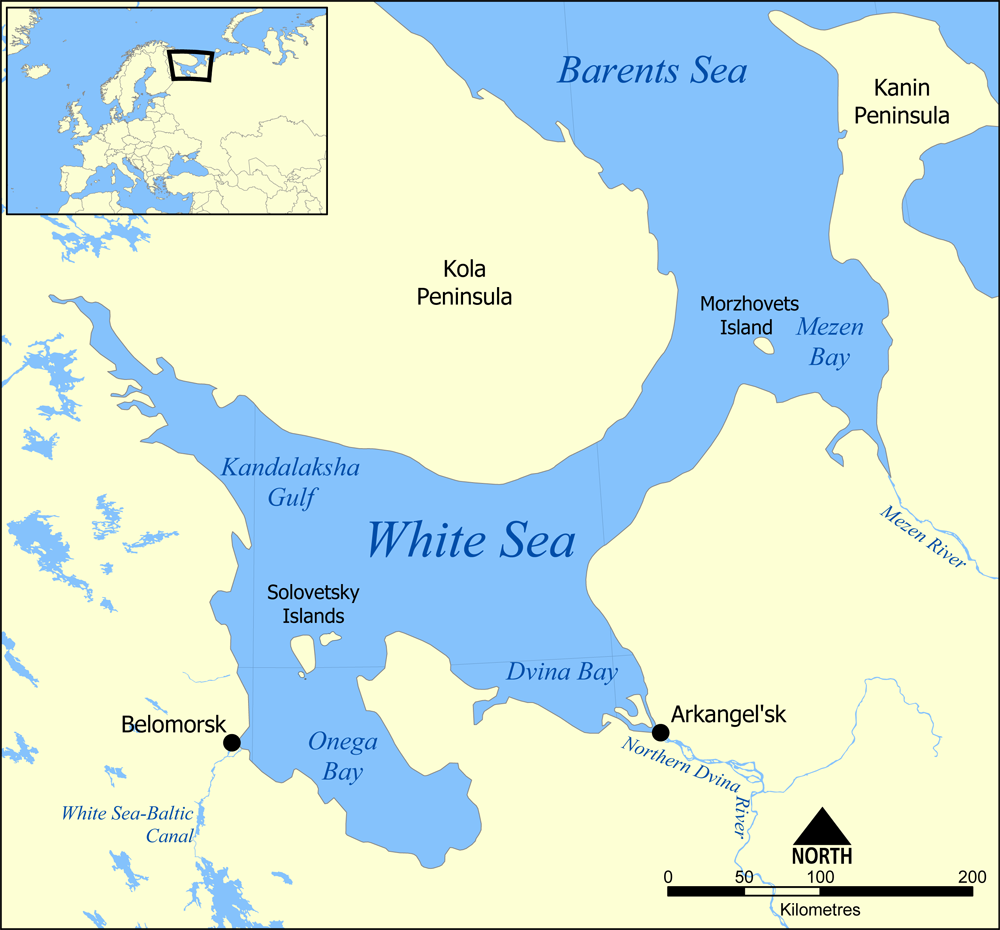

솔로베츠키 제도(러시아어: Соловецкие острова 솔로베츠키예 오스트로바[*])는 아르한겔스크 주에 속해 있고 백해의 서쪽 지역인 오네가 만에 위치해 있다. 면적은 작은 섬들까지 포함하면 300 sq km이다.
10월 혁명 후 소비에트 연방 최초의 강제 수용소가 설치되어 굴라크의 모델이 되었으며, 제2차 세계 대전 직전인 1939년에 폐쇄되었다.

## 같이 보기
- 러시아의 섬 목록